# Pasaccardoa procumbens
Pasaccardoa procumbens là một loài thực vật có hoa trong họ Cúc. Loài này được (Lisowski) G.V.Pope mô tả khoa học đầu tiên năm 1992.